# Bridge over Troubled Water (piosenka)
Bridge over Troubled Water – ballada rockowa amerykańskiego duetu Simon & Garfunkel, z ich albumu o tej samej nazwie. Piosenka wydana została na singlu na początku 1970 roku.
Od wydania singla wielu popularnych muzyków wydało własne covery tej piosenki.
21 czerwca 2017 roku został wydany cover tej piosenki na singlu charytatywnym. Utwór nagrano i opublikowano go, po to by zebrać fundusze na rzecz ofiar pożaru wieżowca Greenfell Tower w Londynie, do którego doszło 14 czerwca 2017 roku. Singiel dotarł na szczyt brytyjskiej listy przebojów UK Singles Chart.

## Listy przebojów
| Lista (1970)                                 | Najwyższa pozycja |
| -------------------------------------------- | ----------------- |
| Canadian RPM Top Singles                     | 1                 |
| Canadian RPM Adult Contemporary Tracks       | 1                 |
| New Zealand Singles Chart                    | 1                 |
| U.K. Singles Chart                           | 1                 |
| French Singles Chart                         | 1                 |
| U.S. Billboard Hot 100                       | 1                 |
| U.S. Billboard Hot Adult Contemporary Tracks | 1                 |
| Australian Singles Chart (Go-Set)            | 1                 |
| Australian Singles Chart (Kent)              | 2                 |
| Irish Singles Chart                          | 2                 |
| German Singles Chart                         | 3                 |
| Austrian Top 40                              | 4                 |
| Dutch Top 40                                 | 5                 |
| Swiss Singles Chart                          | 5                 |
| Norwegian Singles Chart                      | 7                 |

## Inne wersje
Źródło

- The Supremes
- Dionne Warwick
- Gladys Knight
- Whitney Houston i CeCe Winans (1995 VH1 Honors)[5]
- The Jackson 5
- Nana Mouskouri
- Roberta Flack
- Neil Sedaka
- Buck Owens and the Buckaroos
- Shirley Bassey
- Willie Nelson
- LeAnn Rimes
- Anne Murray
- Russell Watson
- Michael W. Smith
- Andrea Bocelli z Mary J. Blige
- Annie Lennox
- Amber Riley
- Celtic Woman
- Robert Goulet
- Nancy Wilson
- Perry Como
- Anita Baker
- Michael W. Smith
- Roy Orbison
- Morten Harket
- Josh Groban
- Brian McKnight
- Gregorian
- Aretha Franklin
- Eva Cassidy
- Johnny Cash
- Stevie Wonder
- Peggy Lee
- Black Label Society
- Charlotte Church
- Elton John
- Clay Aiken
- Matthew Bellamy